# Coinstar
Coinstar, LLC (anteriormente Outerwall, Inc. ) es una empresa estadounidense que opera con máquinas de cambio de monedas. El 27 de septiembre de 2016, Apollo Global Management, LLC adquirió Outerwall, Inc. por 43,26 € por acción en efectivo. Tras la adquisición, los componentes anteriores de Outerwall, Redbox, Coinstar y ecoATM (que incluye Gazelle) se convirtieron en entidades comerciales independientes.
El enfoque de Coinstar es la conversión en cambio a papel moneda, las donaciones y las tarjetas de regalo a través de quioscos con contador de monedas, que se llevaban una comisión por convertir las monedas en billetes; llegando a procesar 2 246 265 540,00 € en monedas al año en 2019. La empresa también opera con las tarjetas de regalo Coinstar Exchange. Los quioscos de Coinstar están al frente de las tiendas (entre las cajas registradoras y la salida/entrada). La empresa cuenta con más de 60 000 quioscos que ofrecen una variedad de servicios en los España, EE. UU., Reino Unido, Irlanda, Canadá, Puerto Rico y México, entre otros países. Coinstar también produce máquinas que proporcionan tarjetas de crédito de prepago y quioscos de pago electrónico.
El 2 de julio de 2013, Coinstar, como Outerwall, comenzó a cotizar en NASDAQ como OUTR, cambiando su nombre de Coinstar. A partir de 2016 es propiedad de Apollo Global Management.

## Historia
La empresa fue fundada en 1991 como Coinstar, Inc. y tiene su sede en Bellevue, Washington .
Outerwall cooperó con la Casa de Moneda de los Estados Unidos en la introducción del dólar sacagawea a principios del milenio y alentó a las personas a usar monedas en lugar de billetes.
En febrero de 2009, Coinstar compró todas las acciones restantes de la empresa de quioscos de alquiler de DVD Redbox por 145 591 285 euros de McDonald's, convirtiendo a Outerwall en el único propietario. Antes de esto, Coinstar y McDonald's poseían cada uno el 47 % de las acciones de Redbox y varias otras partes poseían el 6 % restante.
En septiembre de 2009, Outerwall vendió su negocio de entretenimiento, que incluía grúas especiales y venta a granel, a National Entertainment Network.

### Outerwall

Logotipo de Outerwall.

El 28 de junio de 2013, los accionistas votaron para cambiar el nombre de la empresa de Coinstar a Outerwall. El 2 de julio de 2013, Outerwall adquirió los operadores de quioscos de reciclaje de teléfonos móviles ecoATM, por 291 182 570 € (sin incluir la deuda).

### Coinstar
A finales de septiembre de 2016, Outerwall anunció que el director ejecutivo Erik E. Prusch dejaría la empresa como parte de la adquisición de la misma por parte de Apollo Global Management. Las subsidiarias de Outerwall, Redbox y ecoATM, se separaron en empresas independientes como Coinstar.

## Quioscos Coinstar
El quiosco típico de cobro de monedas de Coinstar es azul en Europa y verde en América y tiene el tamaño de una gran máquina expendedora. Se encuentra en tiendas de comestibles, farmacias, comercios más grandes (como Carrefour), bancos u otras ubicaciones minoristas.